# Ямышево (Павлодарская область)
Ямышево (каз. Ямышево) — село в Аккулинском районе Павлодарской области Казахстана. Административный центр Ямышевского сельского округа. Код КАТО — 555263100.
Село расположено у автодороги Омск — Павлодар, в 52 км к юго-востоку от областного центра — Павлодара и в 56 км к северо-западу от районного центра — села Аккулы.

## История
В надпойменных террасах Иртыша у села Ямышево палеонтологами были найдены останки ископаемых животных: лошади Стенона, ископаемой сайги, хазарской лошади.
С конца XVII века в этой местности ежегодно в декабре проходила Ямышевская ярмарка, которая в конце XIX века стала именоваться Спиридоновской. Населённый пункт был основан как Ямышевская крепость отрядом подполковника И. Д. Бухгольца в октябре 1715 года на правом берегу реки Иртыша, возле Ямышевского солёного озера. С середины XVIII века крепость стала также центром торговли, усиленным местом отправки ямышевской соли. Здесь были построены гостиный двор (1755 год), первая ветряная мельница (1741 год), новые укрепления и бастионы (1765 год), кирпичная церковь во имя святого Иоанна Богослова (1781 год). В 1765 году была открыта первая в Прииртышье крепостная казачья школа.
В 1836 году крепость была упразднена по ходатайству Западно-Сибирского генерал-губернатора князя Петра Горчакова в связи с переносом границы с Иртыша вглубь казахский степей, крепость стала казачьим посёлком Ямышевский.
С 1868 года — в составе Павлодарского уезда Семипалатинской области. До 1923 года село было центром волости, затем до 1928 года входило в Крестьянскую волость Павлодарского уезда, в 1928—1939 годе — в составе Павлодарского района, с 1939 года — в Лебяжинском районе.
В 1920 году в селе возникла первая коммуна, преобразованная впоследствии в колхоз «Красный луч». В 1930 году в селе возникла Чернорецкая МТС. В 1957 году на базе бывшей МТС и колхоза «Кызыл Когам» был образован овцеводческий совхоз «Кызылкогамский», который просуществовал до 1990-х годов и был преобразован в крестьянское хозяйство.

## Население
В 1985 году в селе проживало 2170 человек. В 1999 году население села составляло 1509 человек (768 мужчин и 741 женщина). По данным переписи 2009 года, в селе проживали 1223 человека (636 мужчин и 587 женщин).

## Известные люди
В 1835 году в Ямышевской крепости родился русский географ Григорий Николаевич Потанин.